# Дабро-босански источник
Дабро-босански источник је био лист за црквено-просвјетне потребе српско-православног свештенства и народа у Босни и Херцеговини. Овај часопис, поред Босанске виле био је најзначајнији часопис за Србе у Босни и Херцеговини током окупације од стране Аустро-угарске монархије.

## Историјат
На молбу Конзисторије у Сарајеву и митрополита Георгија (Николајевића) од 15. маја 1887, Висока земаљска влада дала је дозволу за покретање листа, који ће носити име "Дабро-босански источник". У представци је наведено да ће лист излазити мјесечно и да ће бити намијењен црквено-просвјетним потребама српско-православног свештенства у Босни и Херцеговини. Лист би се бавио црквено-просвјетним садржајима у границама вјерске трпељивости и не би се мијешао у политичке ствари. За уредника је предложен свештеник Никола Г. Лалић, а власник и издавач листа била је Конзисторија митрополијска (АЕМ Конзисторија). Први број изашао је јула 1887. године. Послије четвртог броја, одлуком Конзисторије, за уредника је именован свештеник Ђорђе Петровић, конзисторијални савјетник. Од 1890. лист је носио назив "Босанско-херцеговачки источник". Измјена у концепцији није било, а и власник је остао исти. Од броја 4-5 (април-мај) 1894. до краја исте године лист је уређивао протојереј Василије Поповић, а затим протојереј Стеван Н. Давидовић. Године 1898. лист је промијенио назив у "Источник". Прешао је у власништво босанскохерцеговачких архијереја и постао вјесник и орган цјелокупне
српско-православне цркве у Босне и Херцеговине. Добио је ново уредништво, мањи формат, али програм му је остао исти. Излазио је двапут мјесечно. Уредник је био протојереј Теодор Јунгић, војни капелан. У листу су објављиване окружнице, посланице, огласи и разна службена обавјештења по епархијама, али и црквене вијести, биљешке из земље и свијета, читуље, јавне захвалнице и књижевне вијести. Међу чланцима теолошке садржине углавном су били заступљени преводи са руског језика. Од јануара 1900. уредник "Источника" био је јеромонах Иларион (Радонић), потоњи митрополит зворничко-тузлански. Почетком 1905. власништво над листом поново је преузела Конзисторија митрополијска, а наредне године Велики црквени суд у Сарајеву. Јануарски двоброј 1907. уредио је јеромонах Симеон (Поповић), а од трећег до деветнаестог броја уредник је поново био јеромонах Иларион (Радонић). Уредничке дужности разријешен је 30. септембра 1907, а отад до 1909. тај посао је обављао јеромонах Симеон (Поповић). Посљедњи уредник био је Томо Поповић, катихета Велике сарајевске гимназије. Лист је престао да излази 1911. године.